# 汉登贝格
汉登贝格是奥地利上奥地利州因河畔布劳瑙县的一个市镇。总面积27.66平方公里，总人口1366人，人口密度49.4人/平方公里（2005年）。